# الحرب الأهلية الإكوادورية 1912–1914

خريطة لمقاطعة إسمرالداس، حيث وقع معظم القتال.

كانت الحرب الأهلية الإكوادورية 1912–1914 حربًا أهلية خاضتها الإكوادور من العام 1912 حتى العام 1914 وقد شهدت انتفاضة مقاطعة إسمرالداس ضد حكم ليونيداس بلازا. في النهاية، كانت الحكومة قادرة على إعادة فرض سيطرتها، مع أن جزء كبير من المقاطعة تدمر في هذه العملية.